# Ranviersk indsnøring
Ranvierske indsnøringer er mellemrum mellem de fedtholdige myelinskeder, der omgiver nervecellernes akson. Myelinskeden er isolerende, hvorimod indsnøringen er uisoleret, og udgøres af aksonmembranen, der indeholder et højt antal spændingsstyrede Na+-kanaler. Dette gør indsnøringerne elektrisk ledende for aktionspotentialer opstået ved aksonets rod (se billed). Herved forstås at aktionspotentialet "hopper" fra ranviersk indsnøring til ravniersk indsnøring pga. den isolerende myelinskede. Nettoresultatet er en øget ledningshastighed - et fænomen kaldet saltatorisk ledning.